# Чернещина (заповідне урочище, Олишівське лісництво)
Черне́щина — заповідне урочище в Україні. Розташоване в межах Чернігівського району Чернігівської області, на південний схід від смт Олишівка.
Площа 271 га. Статус присвоєно згідно з рішенням Чернігівської обласної ради від 11.04.2000 року. Перебуває у віданні ДП «Чернігівське лісове господарство» (Олишівське л-во, кв. 46-50).
Статус присвоєно для збереження частини лісового масиву з цінними насадженнями дуба. На перезволожених ділянках у деревостані переважає осика, вільха.